# La Venta (kommun)
La Venta är en kommun i Honduras.   Den ligger i departementet Departamento de Francisco Morazán, i den sydvästra delen av landet, 40 km söder om huvudstaden Tegucigalpa. Antalet invånare är 5 721. Arean är 126 kvadratkilometer.
Terrängen i La Venta är lite bergig.